# 乔治·万泽塔
乔治·万泽塔（義大利語：Giorgio Vanzetta，1959年10月9日—），意大利男子越野滑雪运动员。他曾代表意大利参加1980年、1984年、1988年、1992年和1994年冬季奥林匹克运动会越野滑雪比赛。